# 吉丁加爾·多諾·恩加杜姆
吉丁加爾·多諾·恩加杜姆（法語：Djidingar Dono Ngardoum，1928年—2000年2月19日）曾經擔任過查德總理，任期從1982年5月19日至1982年6月19日為止。

## 外部連結
- Africa Database